# Copăcioasa (okręg Gorj)
Copăcioasa – wieś w Rumunii, w okręgu Gorj, w gminie Scoarța. W 2011 roku liczyła 523 mieszkańców.